# Skala Bovisa
Skala Bovisa – pseudonaukowa skala pomiaru promieniowania oraz określania tzw. poziomu bioenergetycznego, używana przez radiestetów i zwolenników geomancji, sformułowana przez francuskiego radiestetę André Bovisa (1871–1947).

## Naukowy punkt widzenia
Z naukowego punktu widzenia jednostka skali Bovisa nie istnieje. Nie jest wielkością fizyczną, nie ma ani ściśle określonej definicji, ani precyzyjnie określonego sposobu pomiaru. Nie wiadomo też, jakie promieniowanie mierzy, bo jego istnienie nie zostało wykazane przez żadne znane współczesnej fizyce mierniki promieniowania, nie udowodniono też jak dotąd, że potrafi przenosić energię, co jest podstawową cechą każdego znanego rodzaju promieniowania. W konsekwencji, stwierdzenia o jego jakimkolwiek wpływie na człowieka lub jego otoczenie nie mają wartości naukowej. Tzw. "poziom bioenergetyczny" również nie posiada jasnej definicji. 

## Deklarowane właściwości
Pomiar wykonywany jest przez różdżkarza (radiestetę), który badając określone miejsce lub obiekt przy użyciu odpowiedniego narzędzia (np. wahadła, różdżki) deklaruje liczbę Bovisa. Wartość 6500 w skali Bovisa jest uznawana przez radiestetów za wartość „neutralną” i jest uznawana za wartość promieniowania ciała dorosłego, zdrowego człowieka. Wartości promieniowania poniżej 6500 deklarowane są jako szkodliwe dla organizmów żywych, natomiast wartości powyżej 6500 mają wskazywać na promieniowania działające korzystnie. Oryginalna skala Bovisa zakłada wartości graniczne od 0 do 200.000 jednostek. Deklaruje się również, że wartość 10.000 jednostek w tej skali to maksymalne natężenie promieniowania odbierane przez ciało niektórych ludzi.